# هیپولیت کمف
هیپولیت کمف (انگلیسی: Hippolyt Kempf؛ زادهٔ ۱۰ دسامبر ۱۹۶۵) اسکی‌باز نوردیک اهل سوئیس است.